# Herb Brytyjskiego Terytorium Antarktycznego

Herb Brytyjskiego Terytorium Antarktycznego

Herb Brytyjskiego Terytorium Antarktycznego został nadany 11 marca 1952, kiedy terytorium to zależne było od Falklandów (razem z Południową Georgią i Południowym Sandwichem).
Herb składa się z tarczy ozdobionej płonącą pochodnią na reprezentujących morze trzech falistych niebieskich liniach. Tarczę trzymają odpowiednio z lewej i prawej strony: złoty lew (symbol Wielkiej Brytanii) i pingwin cesarski (symbol dzikiej przyrody występującej na Antarktydzie). Lew stoi na zielonej trawie, pingwin na lodowej krze. Klejnot herbowy, dodany w 1963, reprezentuje RRS Discovery, statek odkrywczy, którego używał m.in. kapitan Robert Falcon Scott w czasie swej pierwszej podróży na Antarktydę w 1901 roku.
Herb widnieje na fladze Brytyjskiego Terytorium Antarktycznego.